# Pays-Bas aux Jeux olympiques d'été de 1972
Les Pays-Bas participent aux Jeux olympiques d'été de 1972 à Munich en Allemagne de l'Ouest. 119 athlètes néerlandais, 90 hommes et 29 femmes, ont participé à 72 compétitions dans 16 sports. Ils y ont obtenu cinq médailles : trois d'or, un d'argent et un de bronze.

## Médailles
| Médaille | Discipline  | Épreuve                           | Athlète                      | Performance | Date |
| Or       | Cyclisme    | Course en ligne                   | Hennie Kuiper                |             |      |
| Or       | Judo        | Plus de 93 kg                     | Willem Ruska                 |             |      |
| Or       | Judo        | Toutes catégories                 | Willem Ruska                 |             |      |
| Argent   | Canoë-kayak | 500 mètres kayak monoplace femmes | Mieke Jaapies                |             |      |
| Bronze   | Aviron      | Deux sans barreur                 | Roel Luynenburg Ruud Stokvis |             |      |